# Івана Мазепи, 3
Житловий комплекс Українського військового округу (будинок УВО, будинок Київського особливого військового округу (КОВО),  «Будинок-літак») — архітектурний ансамбль, комплекс за проєктом архітектора Йосипа Каракіса. Складається із житлових будинків № 3-А і 3-Б, а також дитячого садка заводу «Арсенал».
Розташований у кварталі між Арсенальною площею, вулицею Івана Мазепи, Аскольдовим провулком, 5 і схилом Дніпра. У 1930—2000-х роках споруда була містобудівною домінантою в панорамі правобережжя Києва.

## Будівництво і використання будівлі

Проєкт будинку КВО. З боку Дніпра

У XVIII—XX сторіччях на ділянці над Дніпром розташовувались садиба останнього гетьмана України Кирила Розумовського й ансамбль будівель Пустинно-Микільського монастиря. 1934 року споруди зруйнували і розчистили місце під будівництво житлового комплексу для співробітників Українського військового округу. Проєкт підготували в Першій архітектурній майстерні Архітектурної палати України Київської міськради. Безпосередньо розробленням займався архітектор Йосип Каракіс за участю архітектора І. Заславського. Передбачалося забудувати цілий квартал: звести три житлових будинки, дитячий садок, розпланувати парк і влаштувати сходи до Паркової дороги. Однак вдалось реалізувати лише частину запланованого. У 1934—1938 роках спорудили скорочений на чотири секції будинок № 3-А.
Будівництво особисто контролював командувач Українського військового округу (з 1935 року — Київського військового округу) Йона Якір. Він майже щоночі відвідував будівництво і розпікав начальника будівництва В. Радовського за будь-які дрібниці. Йосип Каракіс зажадав від командувача КВО не заважати будівництву. Проте 1937 року Якіра перевели до Ленінграда, де того ж року його заарештували і розстріляли.
Будівництво дитсадка завершили в 1939 році, а відкрили 17 квітня 1940 року. Під час нацистської окупації Києва угорці влаштували у приміщенні садочка Будинок святого Стефана.
У народі за свій зовнішній вигляд комплекс отримав назву «Будинок-літак».

## Архітектура

«Будинок-літак» на фотографії 1942 року

Житловий будинок № 3-А — цегляна, тинькована споруда з ускладненою дугоподібною формою у плані. Секції мають різну поверховість. Найвища секція — дев'ятиповерхова. Вісім секцій — п'ятиповерхові двоквартирні з дво- і трикімнатними квартирами. У п'яти підвищених наріжних секціях із ліфтами розташовані дво-, три- й п'ятикімнатні квартири. У будівлі є підвали. Має пласкі перекриття.
Будинок вирішений у стилі пізнього конструктивізму, наближеного до модерну. Композиція — асиметрична. Акцентом будівлі є наріжна дев'ятиповерхова секція, яка завершується оздобленою гранчастою ротондою терасою з оглядовим майданчиком. Від наріжжя відходять п'ятиповерхові крила різної довжини.
Перехід до них здійснюється через шестиповерхові споруди. Між собою вони поєднані чотириповерховими будівлями з аттиковими поверхами, розкресленими на квадри.
Обабіч наріжної дев'ятиповерхової секції планувались аркові проїзди на подвір'я. Зберігся лише правий.
Чоловий і тильний фасади акцентовані ризалітами. Виразності додають тригранні еркери і балкони. Центральний еркер фланкований лоджіями. Еркери є на наріжжі шестиповерхових секцій. На бічних фасадах їх підтримують прості консолі.
Міжвіконня еркерів, простінки терас і перший поверх дев'ятиповерхової секції оздоблений заокругленими стовпами стилізованого ордеру.
На рівні третього поверху проходить смуга зі стилізованих балясин. Частина фасаду рустована.
1965 року дворовий фасад облицювали керамічною плиткою.
Житловий будинок № 3-Б — п'ятиповерхова, цегляна, тинькована споруда. Має вигляд увігнутої площини. Як і будинок № 3-А вирішений у формах конструктивізму. Головний фасад, який звернений до Дніпра, розчленований лоджіями. Аттиковий (верхній) поверх відокремлюється карнизом. Будинок фланкований вежоподібними гранчастими ризалітами
Планувався як тло для майбутнього парку. Дугоподібний будинок мав поєднуватися з планом Зеленого театру. Дуги амфітеатру глядацьких місць повторювали ритміку житлового будинку. Обидва комплекси візуально збагачували один одного.

## Дитячий садок

Дитячий садок, 1941

Дитячий садок розташований в глибині Аскольдового провулка на верхній терасі дніпрового схилу. Призначався для 140 дітей працівників заводу «Арсенал». Вирішений у формі неокласицизму.
Учень Каракіса Віктор Чепелик вважав, що садочок — витончена споруда. Стилю цієї будівлі властивий особливий шарм, притаманний дворянським садибам.